# واي باك مشين
وَيْبَاك مَشِين (الإنجليزية: Wayback Machine، ت.ح. 'آلة الماضي البعيد') هو أرشيف رقمي متجدد للمحتوى الموجود على شبكة الإنترنت بالإضافة إلى معلومات أخرى موجودة على الشبكة، تم إطلاقه في العام 2001 من قبل منظمة أرشيف الإنترنت، وهي منظمة غير ربحية، مقرها سان فرنسسكو، كاليفرنيا، الولايات المتحدة. تهدف هذه المنظمة لتحقيق هدفها المُعلن «وصول عالمي للمعرفة»، تم إعداده بواسطة رواد أعمال الإنترنت بروستر كيل وبروس غيليات وقامت ألكسا إنترنت بالحفاظ على المحتوى الخاص به، هذه الخدمة تمكن المستخدمين من رؤية الإصدارات المحفوظة من صفحات الويب وتغيراتها عبر الزمن، حيث إن الأرشيف يستدعي ما يسمى «فهرسة ثلاثية الأبعاد ».
منذ عام 1996، تم أرشفة الصفحات المخزنة مؤقتاً (cached pages) للمواقع الإلكترونية على مجموعة كبيرة من الكلستر (clusters) لنقط الالتقاء في نظم تشغيل لينكس (Linux nodes).

## نبذة تاريخية

### أصوله
في عام 1996 قام بروستر كال (Brewster Kahle)، مع بروس جيليات (Bruce Gilliat)، بتطوير وعمل برنامج للزحف (crawl) وتحميل جميع صفحات الشبكة العالمية المتاحة للجمهور.

### قدراته التخزينية
اعتبارا من عام 2009، احتوى أرشيف الإنترنت وآي باك مشين على حوالي ثلاثة بيتابايت من البيانات وكان يشهد نمواً ملحوظاً بمعدل 100 تيرابايت كل شهر،

### نموه
ما بين أكتوبر 2013 ومارس 2015 تغيرت رتبة المواقع (Websites Ranks) حسب إحصائيات اليكسا العالمية من 162
 إلى 208. في مارس 2019، كانت المرتبة في 244.
| السنة | الصفحات المؤرشفة |
| ----- | ---------------- |
| 2004  | 30٬000٬000٬000   |
| 2005  | 40٬000٬000٬000   |
| 2008  | 85٬000٬000٬000   |
| 2012  | 150٬000٬000٬000  |
| 2013  | 373٬000٬000٬000  |
| 2014  | 400٬000٬000٬000  |
| 2015  | 452٬000٬000٬000  |
| 2016  | 459٬000٬000٬000  |
| 2017  | 279٬000٬000٬000  |
| 2018  | 310٬000٬000٬000  |
| 2019  | 345٬000٬000٬000  |
| 2020  | 405٬000٬000٬000  |
| 2021  | 514٬000٬000٬000  |
| 2022  | 640٬000٬000٬000  |
| 2024  | 866٬000٬000٬000  |

## استخداماته في الأدلة القانونية

### الدعاوى المدنية
في قضية 2009، لشركة كوردينت للبرمجيات (chordiant software Inc) ضد نت بولا أل أل سي (Netbula LLC)، شركة كوردينت المدعى عليها قامت بتقديم مذكرة تجبر نت بولا لتعطيل ملف روبوت دوت تكست (robots.txt) على موقعها على شبكة الإنترنت،

### قانون براءة الاختراع
يقوم الأرشيف بالوفاء والإمداد بمتطلبات إضافية فعلى سبيل المثال كتوفير بيانات رسمية عن المحفوظات المؤرشفة، مكتب براءات الاختراع والعلامات التجارية الأمريكي (United States patent office) ومكتب براءات الإختراع الأوروبي (European Patent Office) يمكن أن يقبلوا بيانات من أرشيفات الإنترنت العالمية كدليل عن متى كانت صفحة الوب (webpage) مقدمة للعامة وقابلة للوصول، وتستخدم هذه التواريخ لتحديد ما إذا كانت صفحة الويب متوفرة ويسمى ذلك فن مسبق أو الفن الخفي (Prior art) ويمكن استخدامه في طلب البراءة.

## المسائل القانونية للمحتويات المؤرشفة
لقد جلبت عدد من القضايا المرفوعة ضد أرشيف الإنترنت خاصة بعد جهود الأرشفة الموفرة بواسطة أرشيف واي باك مشين

### السيانتولوجيا
في أواخر عام 2002، إزالة أرشيف الإنترنت مختلف المواقع التي كانت تنتقد السيانتولوجيا من أرشيف واي باك مشين، وذكرت رسالة خطأ أن هذا كان رداً على «طلب من صاحب الموقع»، في وقت لاحق، تم توضيح من محامين كنيسة السيانتولوجيا وطالبت بإلغاء الإزالة وذكرت أن أصحاب المواقع لا يريدون إزالة الموضوع.

### دعاة الرعاية الصحية
في عام 2003، قام كل من هاردينغ إيرلي فولمر (Harding Earley Follmer) وفريلي (Frailey) بالدفاع عن عميل في نزاع علامات تجارية باستخدام أرشيف واي باك مشين، تمكن المحامون من إثبات أن الادعاءات المقدمة من المدعي كانت باطلة وغير صالحة بناء على محتوى موقع الويب الخاصة بهم من عدة سنوات سابقة. المدعي والمدافعين عن الرعاية الصحية قاموا بتعديل شكواهم لتشمل أرشيف الإنترنت، واتهمت المنظمة بالتعدي على حق المؤلف، فضلاً عن انتهاكات قانون الألفية للملكية الرقمية (DMCA) وقانون المعدل لغش الكمبيوتر و إساءة التصرف (Computer Fraud and Abuse Act CFAA)،
دعاة الرعاية الصحية يدعون ذلك، لأنه قد ركب ملف روبوت دوت تكست (robots.txt) على الموقع على شبكة الإنترنت حتى لو تم رفع الدعوى الأولية، كان يجب على الأرشيف إزالة جميع النسخ السابقة من موقع المدعي من جهاز واي باك، ومع ذلك، ظلت بعض المواد مرئية للجمهور على واي باك مشين. تمت تسوية الدعوى خارج المحكمة، بعد إصلاح واي باك المشكلة

## وصلات خارجية
- الموقع الرسمي
- Official mirror of the Wayback Machine at the مكتبة الإسكندرية الجديدة